# Pedro Atanasio Bocanegra
Pour les articles homonymes, voir Bocanegra (homonymie).
Pedro Atanasio Bocanegra, né à Grenade (Espagne) le 12 mai 1638 et mort dans la même ville le  17 janvier 1689, est un peintre espagnol.
Peintre du baroque, disciple d'Alonso Cano, il est un des représentants de l'école de Grenade.

## Biographie
Le père de Pedro Atanasio Bocanegra est Bartolome Sanchez del Moral (le nom de Bocanegra fut donné au peintre dans les années 1670) et sa mère Andréa de la Paz. Pedro Atanasio est leur troisième enfant.
Il se marie jeune, à 17 ans, avec Maria de la Chica. Le jeune couple vit dans la paroisse de San Gregorio jusqu'en 1664. Ils ont trois enfants, dont Antonio, peintre, d'abord élève puis assistant de son père. En 1667 il installe son atelier dans la ville basse de Grenade. Sa carrière se développe. Il est aidé d'assistants, en plus de son fils Antonio de Thomas de la Plata (1668), Francisco del Valle (1672), Sebastian Arroyo (1673), Sebastian Berrio (1677), Mark Lawrence (1681), Jose Gonzalez (1683), Francisco Alarcon (1685) ou Matías Martínez (1686-1687). Après un bref séjour à Séville en 1686 il est  à la cour de Madrid, protégé par Don Pedro de Tolède, marquis de Mancera, qui l'appuie pour obtenir le titre de peintre d'honneur du roi pour son tableau Allégorie de la Justice (Real Academia de Bellas Artes de San Fernando, à Madrid). À la suite de différents avec d'autres peintres il retourne à Grenade.

## Œuvres
Ses œuvres sont essentiellement religieuses. Bocanegra est moins réputé pour ses talents de dessinateur que pour ceux de coloriste. Ses maîtres sont Alonso Cano, Pedro Moya et Juan de Sevilla Romero. Les premières créations connues sont celles faites pour les célébrations du Corpus christi à Grenade.
Entre 1665 et 1666 il réalise une série de peintures pour le couvent de Notre Dame de Grace (toutes ces œuvres ont disparu). De 1668-1672 , il peint sur tissus, dont la Conversion de saint Paul pour l'autel de ce qui était le collège de la Compagnie de Jésus. Des  compositions remarquables se trouvent à la cathédrale de Grenade : l'une est consacrée à Saint-Bernard, elle est placée sur un autel, Saint-Bernard est agenouillé et prie la vierge, assise dans les nuées, alors qu'au premier plan un archevêque de Grenade, Francisco Rois u Mendoza, est prosterné en adoration. Une seconde décore un autre autel, Le Christ à la colonne. Elle montre le Christ flagellé par ses bourreaux.
Quelques-unes de ses autres œuvres les plus remarquables :
- Triomphe de David (Musée del Prado, Madrid)
- Vierge à l' Enfant et de Santa Isabel et San Juanito (Museo del Prado, Madrid)
- Allégorie de la peste (Musée Goya, Castres)
- Immaculée Conception (Musée diocésain d'Art Sacré, Vitoria)
- Adoration de l'Eucharistie (couvent des Góngoras, Madrid)
- Allégorie de la Justice (1676, Académie de San Fernando, Madrid)
- Vierge à l'Enfant et des portraits (Collection privée, Madrid
- San Félix de Valois (Chapelle de Santa Ana, la cathédrale de Grenade)
- San Juan de Mata (Chapelle de Santa Ana, la cathédrale de Grenade)

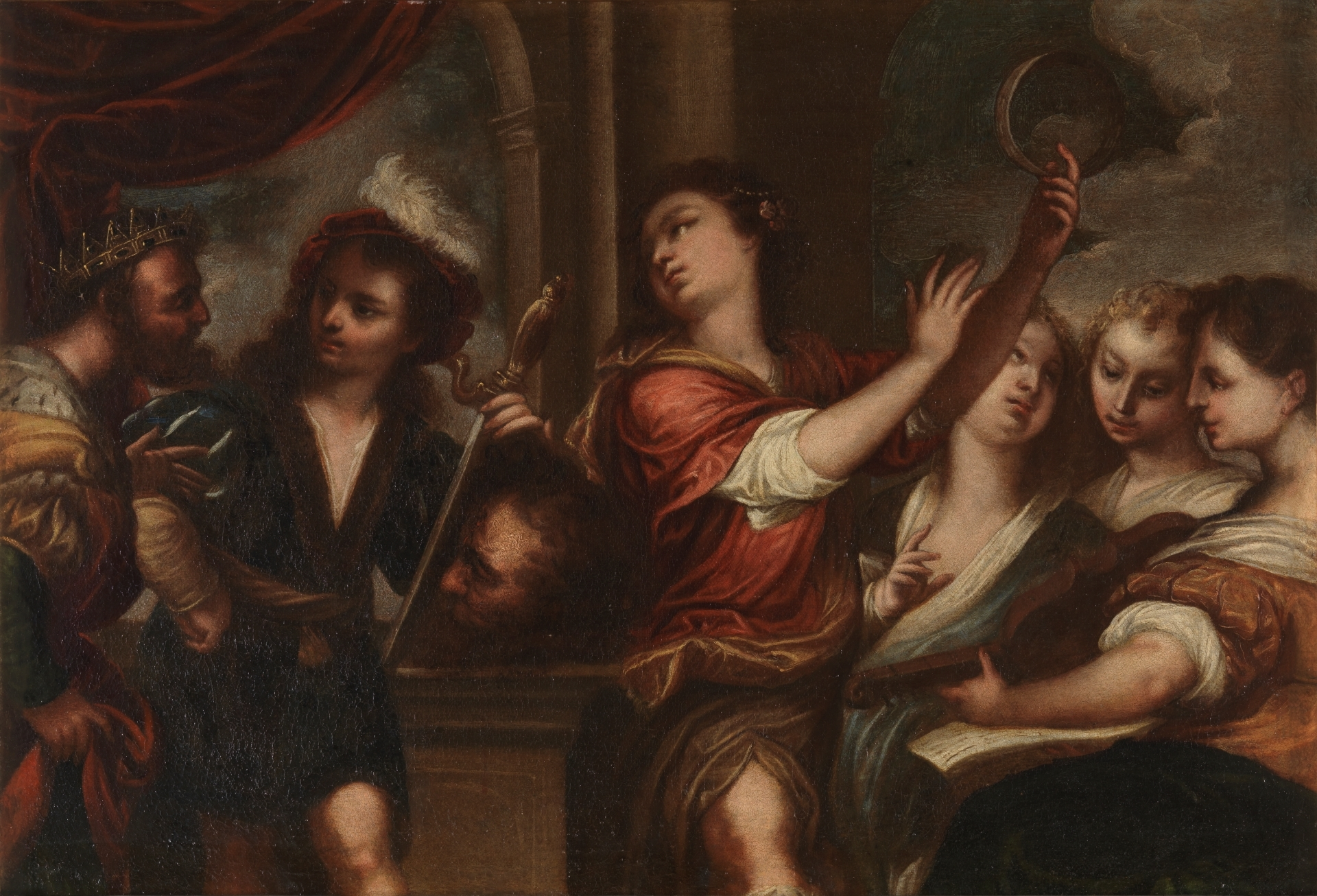
Le triomphe de David, Musée du Prado, Madrid
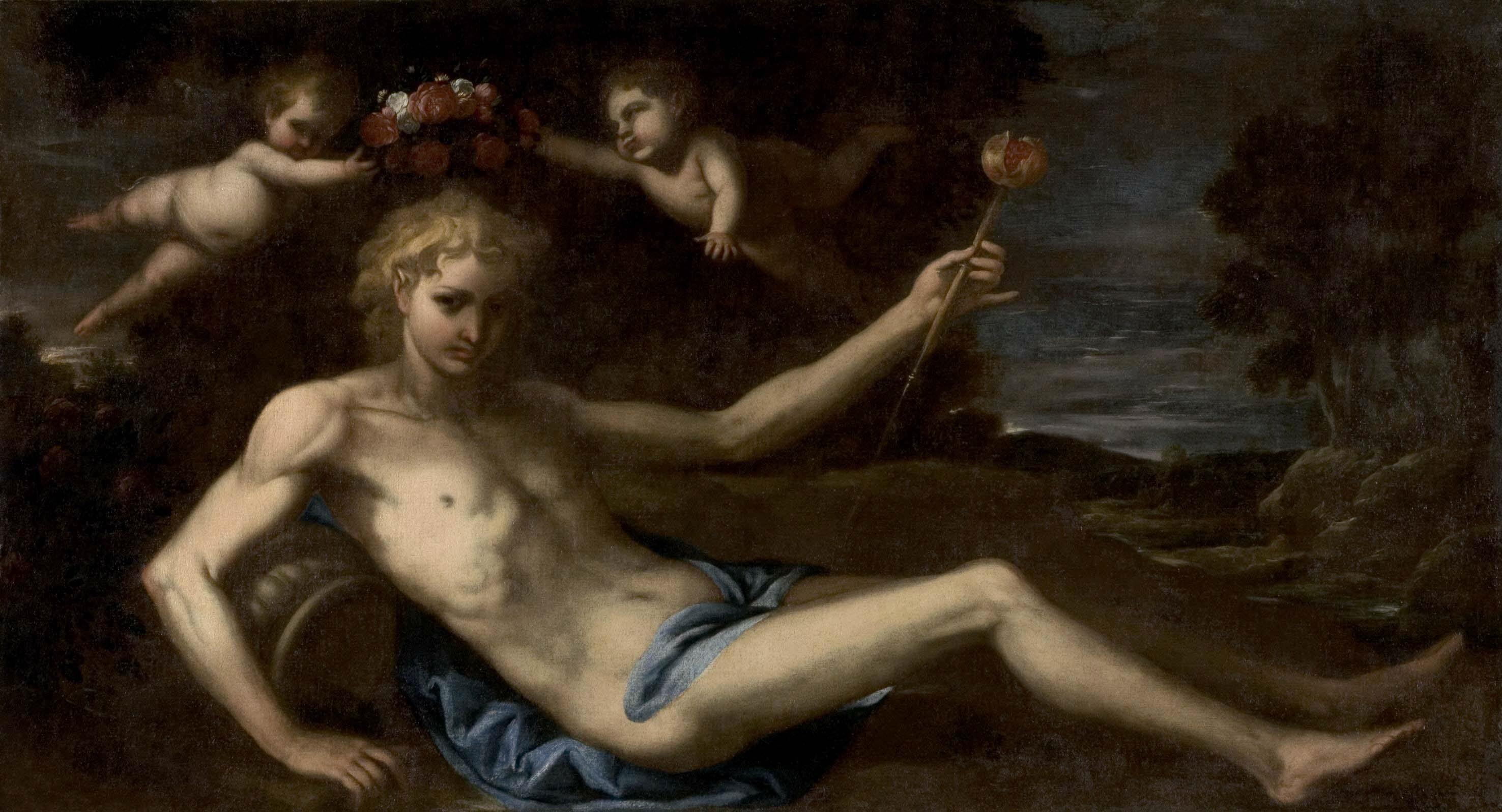
Allégorie de la rivière Darro, huile sur toile, 124 x 210 cm, Musée des Beaux - Arts de Grenade
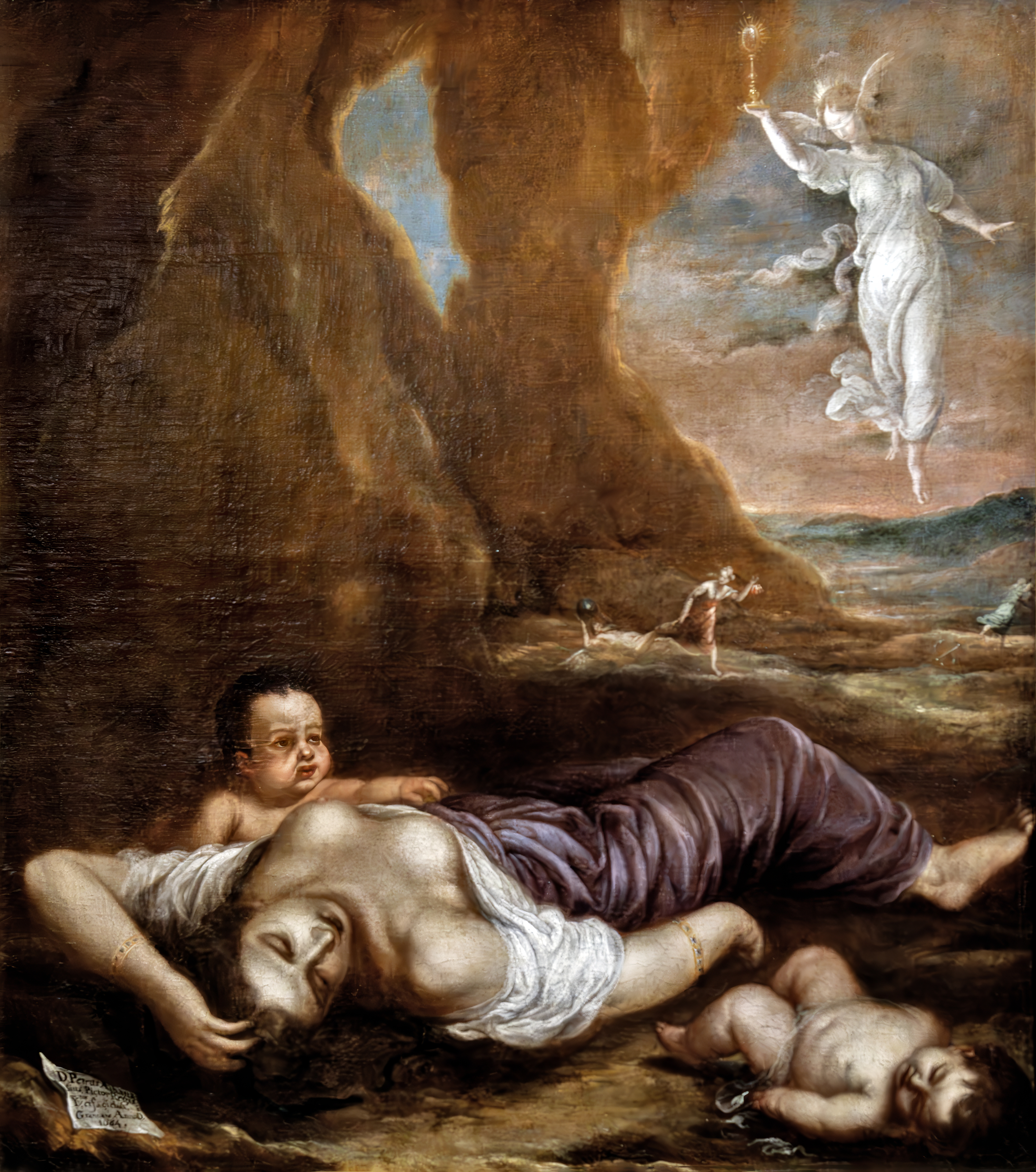
Allégorie de la peste, Musée Goya (France)
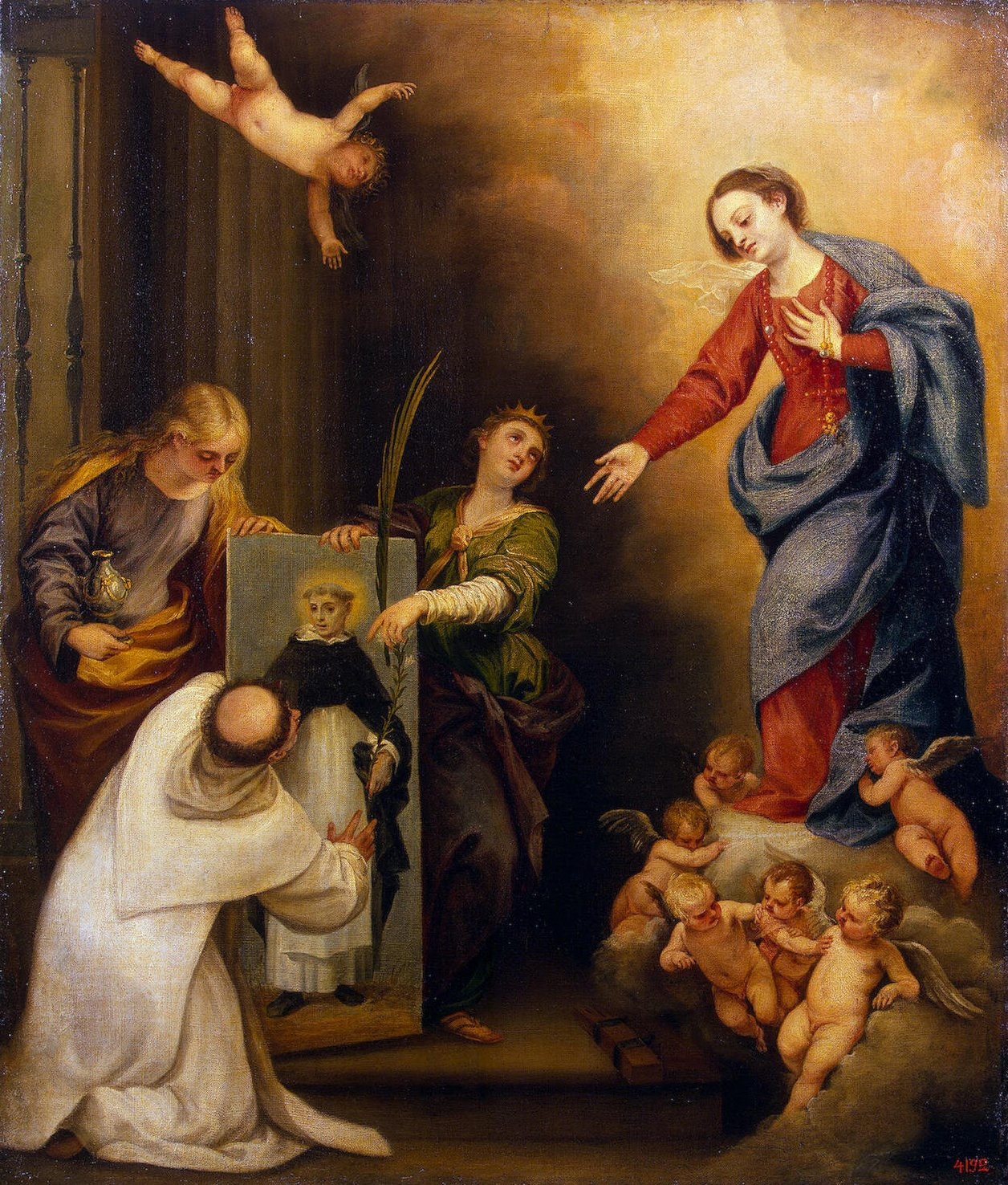
Santo Domingo Soriano , huile sur toile , 119 x 102 cm . 1660, Saint-Pétersbourg , Musée de l'Ermitage